# David W. Boyd
David W. Boyd (* 1941) ist ein kanadischer Mathematiker, der sich mit Anwendungen der Analysis in Zahlentheorie und Geometrie und experimenteller Mathematik befasst.

## Leben
Boyd studierte an der Carleton University (Bachelor 1963) und der University of Toronto mit dem Master-Abschluss 1964 und der Promotion 1966 bei Paul George Rooney (The Hilbert transformation on rearrangement invariant Banach spaces).
In den 1970er-Jahren befasste er sich mit Packungen, zum Beispiel Apollonische Packungen von Kreisen und der Hausdorff-Dimension der nicht von diesen überdeckten Restmenge.
Er befasst sich mit Anwendungen klassischer Analysis auf diskrete Phänomene zum Beispiel in Zahlentheorie und Geometrie (hyperbolische Mannigfaltigkeiten).
Er bedient sich dabei häufig Computer-Experimenten. Beispielsweise suchte er explizite Formeln für das Mahler-Maß von Polynomen (in mehreren Variablen), mit Verbindungen zu speziellen Werten von L-Funktionen in der Zahlentheorie.
Die Arbeit hat Verbindung zur Theorie der Motive.
Ein weiteres Untersuchungsfeld von Boyd sind Mahler-Maße von A-Polynomen (Invarianten von hyperbolischen 3-Mannigfaltigkeiten) die er mit Werten von Dilogarithmen in Verbindung brachte. Auch diese Untersuchungen haben Verbindungen zur Zahlentheorie.
1979 erhielt er den Coxeter-James-Preis und 2005 den CRM-Fields-PIMS Prize.
Zu seinen Doktoranden zählt Peter Borwein.

## Schriften
- Mahler´s measure and special values of L-functions, Experimental Mathematics, Band 37, 1998, S. 37–82
- Mahler´s measure and invariants of hyperbolic manifolds, in M. A. Bennett (Hrsg.) Number theory for the Millenium, A. K. Peters 2000, S. 127–143
- Mahler´s measure, hyperbolic manifolds and the dilogarithm, Canadian Mathematical Society Notes, 34.2, 2002, 3–4, 26–28 (Jeffery Williams Lecture)
- mit F. Rodriguez Villegas Mahler´s measure and the dilogarithm, Teil 1, Canadian J. Math., Band 54, 2002, S. 468–492